# Піая велика
Піая велика (Piaya cayana) — вид зозулеподібних птахів родини зозулевих (Cuculidae). Мешкає в Мексиці, Центральній і Південній Америці. Виділяють низку підвидів.

## Опис

Велика піая (Беліз)

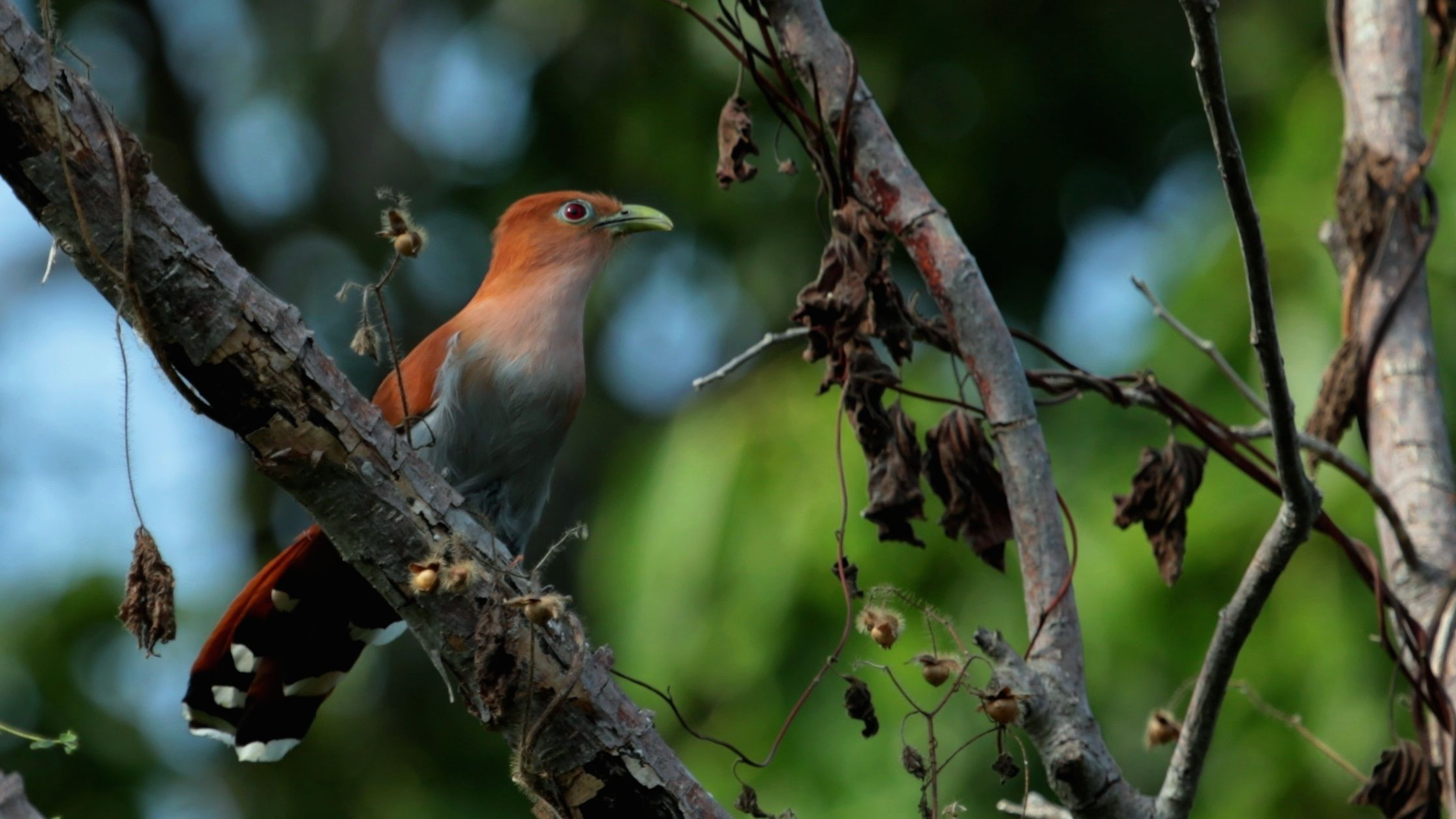
Велика піая (Мексика)

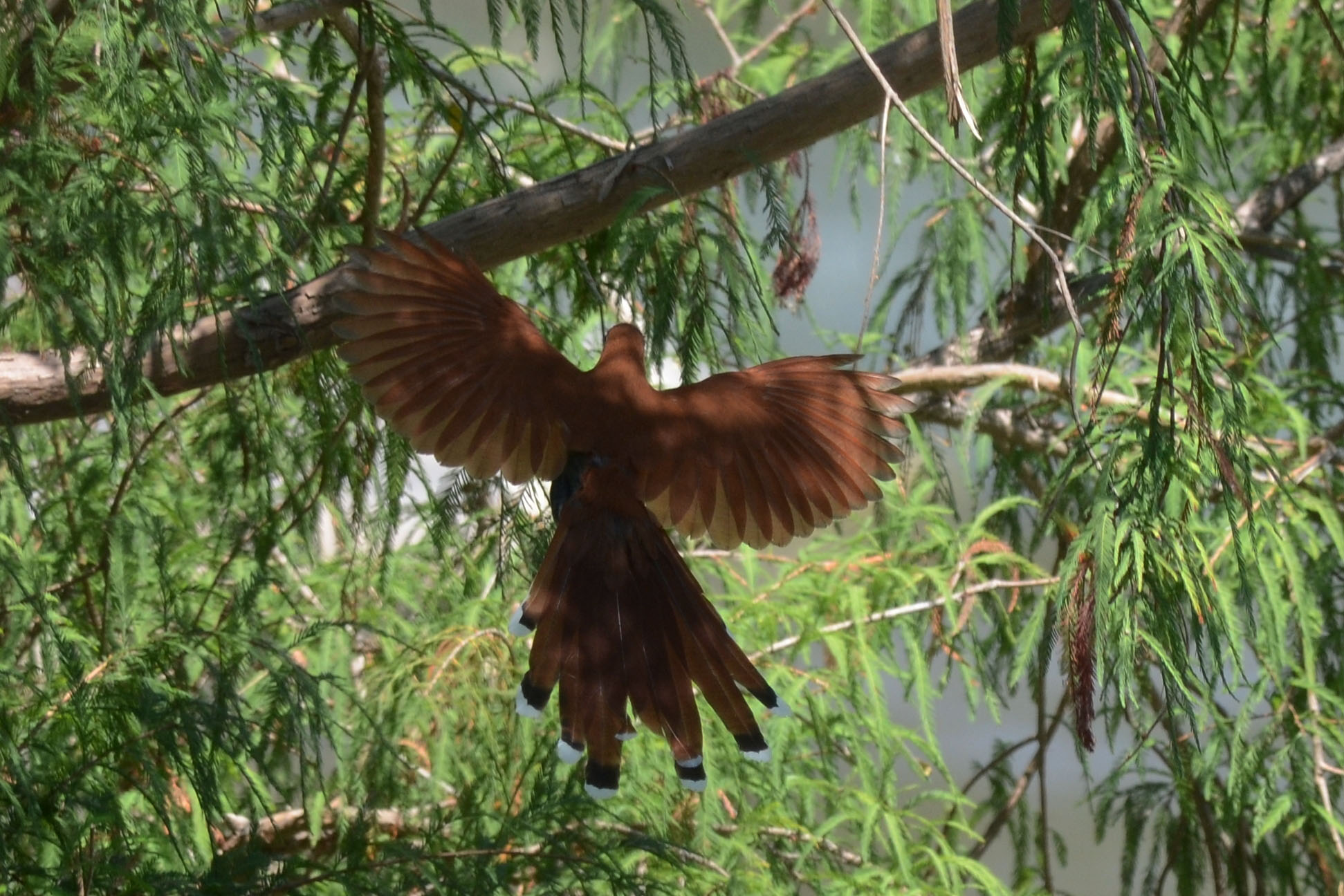
Велика піая (Мексика)

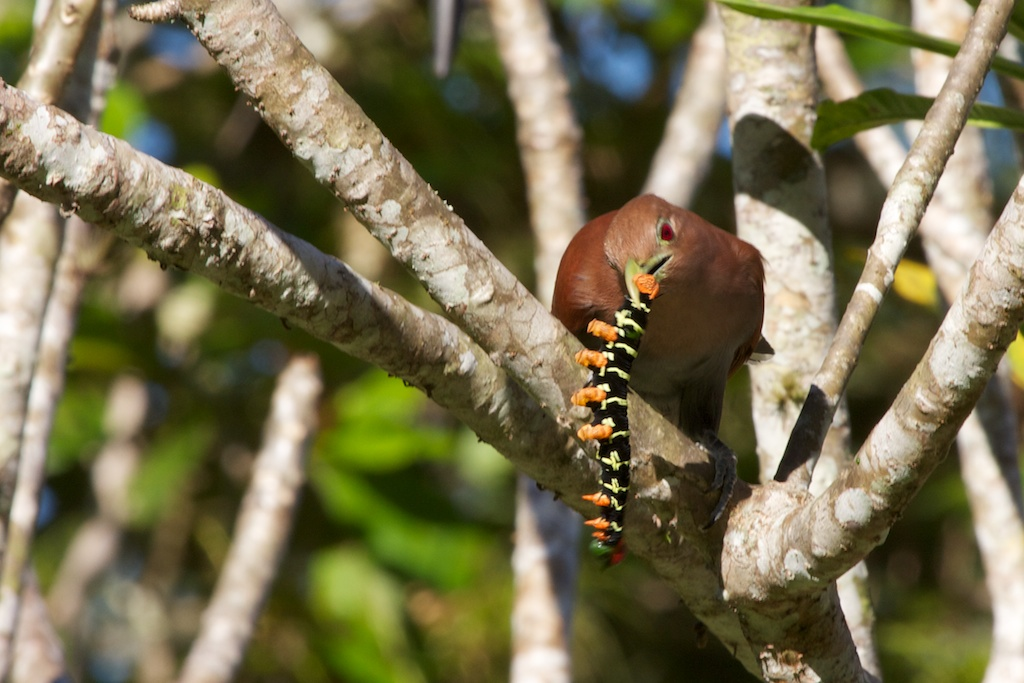
Велика піая зі здобиччю

Довжина птаха становить 40,5-45 см, вага 85-120 г. Голова і верхня частина тіла переажно каштанові, горло більш світле. Груди сірі, живіт чорнуватий. Хвіст довгий, центральні стернові пера руді, крайні стернові пера чорнуваті з білими кінчиками. Райжужки червоні, дзьоб жовтий. У молодих птахів дзьобі кільця навколо очей сірі, райдужки карі, білі плями на кінчику хвоста менші. Представники різних підвидів дещо різняться за забарвленням. Зокрема, у представників підвиду P. c. mehleri крайні стернові пера переважно коричневі. Птахи, що мешкають в Мексиці, центральній Америці та на півночі і заході Південної Америки мають жовті кільця навколо очей, тоді як у птахів, що мешкають в інших регіонах Південної Америки, вони червоні.

## Підвиди
Виділяють чотирнадцять підвидів:
- P. c. mexicana (Swainson, 1827) — тихоокеанські схили на заході Мексики (від Сіналоа до перешийка Теуантепек);
- P. c. thermophila Sclater, PL, 1860 — від східної Мексики до Панами і північно-західної Колумбії, сусідні острови;
- P. c. nigricrissa (Cabanis, 1862) — західна Колумбія (західні схили Анд, долина Кауки і східні схили на півночі Центрального хребта), західні схили Еквадорських Анд і західні схили Анд на північному заході Перу (Тумбес, П'юра);
- P. c. mehleri Bonaparte, 1850 — північний захід Еквадору і прибережні райони на півночі Венесуели (на схід до півострова Парія[en]);
- P. c. mesura (Cabanis & Heine, 1863) — Колумбія на схід від Анд, схід Еквадору і північний схід Перу;
- P. c. circe Bonaparte, 1850 — західна Венесуела (на південь від Маракайбо);
- P. c. cayana (Linnaeus, 1766) — від долини Ориноко у Венесуелі до Гвіани і північної Бразилії;
- P. c. insulana Hellmayr, 1906 — острів Тринідад;
- P. c. obscura Snethlage, E, 1908 — Бразильська Амазонія (на південь від Амазонки, між річками Журуа і Тапажос), схід Перу і північ Болівії;
- P. c. hellmayri Pinto, 1938 — Бразильська Амазонія (на південь від Амазонки, від Тапажоса до дельти Амазонки);
- P. c. pallescens (Cabanis & Heine, 1863) — схід Бразилії (Піауї, Пернамбуку, північна Баїя і схід Гоясу);
- P. c. cabanisi Allen, JA, 1893 — південь центральної Бразилії (Мату-Гросу, Гояс);
- P. c. macroura Gambel, 1849 — від південно-східної Бразилії до Парагвая, Уругвая і північно-східної Аргентини;
- P. c. mogenseni Peters, JL, 1926 — південь Болівії і північний захід Аргентини.

Деякі дослідники виділяють підвид P. c. mexicana у окремий вид Piaya mexicana.

## Поширення і екологія
Великі піаї поширені в Мексиці, Центральній Америці і в усіх країнах Південної Америки, за винятком Чилі. Вони живуть в кронах тропічних лісах, на узліссях, у вторинних заростях і рідколіссях та на плантаціях, на висоті до 2500 м над рівнем моря, переважно на висоті до 1200 м над рівнем моря. Птахи погано літають, однак швидко і спритно скачуть по гілках, подібно до великої білки.
Великі піаї живляться цикадами, осами та іншими великими комахами, гусінню, зокрема такою, яка має отруйні щетинки, іноді також павуками, дрібними амфібіями і ящірками та деякими плодами, зокрема Trophis racemosa. Вони шукають їжу серед листя, іноді ловлять в польоті. Часто пеликі піаї зустрічаються разом з дрібними ссавцями, зокрема зі звичайними ігрунками (Callithrix jacchus). Іноді вони приєднуються до змішаних зграй птахів і слідкують за кочовими мурахами. Гніздо чашоподібне, робиться з листя, розміщується на гілці дерева, серед густої рослинності, на висоті від 1 до 12 м над землею. В кладці 2 білих яйця.